# Дей, Дерек
Сэр Дерек Малколм Дей (англ. Derek Malcolm Day, 29 ноября 1927, Барнет, Лондон, Англия, Великобритания — 7 марта 2015, Гудхёрст, Кент, Англия, Великобритания) — английский и британский хоккеист (хоккей на траве), вратарь и дипломат. Бронзовый призёр летних Олимпийских игр 1952 года.

## Биография
Дерек Дей родился 29 ноября 1927 года в лондонском боро Барнет.
Окончил колледж Харстпьерпойнт и колледж святой Катарины в Кембридже. 
В 1946—1948 годах служил в Королевском полку артиллерии. 

### Спортивная карьера
Играл в хоккей на траве за команды Кембриджского университета, «Саутгейт» и «Ист-Гринстед».
В 1952 году вошёл в состав сборной Великобритании по хоккею на траве на Олимпийских играх в Хельсинки и завоевал бронзовую медаль. Играл на позиции вратаря, провёл 2 матча, пропустил 3 мяча от сборной Индии.

### Дипломатическая карьера
В 1951 году поступил на дипломатическую службу. Занимал посты:
- 1953—1956 — третий секретарь посольства Великобритании в Израиле.
- 1956—1959 — личный секретарь посла Великобритании в Италии сэра Эшли Кларка.
- 1959—1962 — второй, первый секретарь Министерства иностранных дел Великобритании.
- 1962—1966 — первый секретарь посольства Великобритании в США.
- 1966—1967 — первый секретарь Министерства иностранных дел Великобритании.
- 1967—1968 — помощник секретаря министра иностранных дел.
- 1969—1972 — глава департамента министерства иностранных дел.
- 1972—1975 — советник Верховного комиссара Великобритании на Кипре.
- 1975—1978 — посол Великобритании в Эфиопии.
- 1979—1982 — представитель правительства Великобритании в Родезии.
- 1982—1984 — главный секретарь Министерства иностранных дел Великобритании.
- 1984—1987 — Верховный комиссар Великобритании в Канаде.

Кавалер (1973) и рыцарь-командор (1984) ордена Святого Михаила и Святого Георгия.

### Жизнь на пенсии
Занимался общественной деятельностью: был вице-председателем Британского Красного Креста, членом Комиссии Содружества по военным захоронениям. Участвовал в эстафете огня летних Олимпийских игр 2012 года в Лондоне.
Умер 7 марта 2015 года в британском селе Гудхёрст в Англии.

## Семья
Женился в 1955 году на Шейле Нотт, воспитывали троих сыновей и дочь.